# Marie-Chantal Toupin
Marie-Chantal Toupin (Montréal, 14 luglio 1971) è una cantante canadese.

## Biografia
Attiva in campo musicale sin dagli anni '90 (nel 1991 si era esibita davanti a 5.000 persone ad un concerto al Palazzo dei congressi di Montréal), Marie-Chantal Toupin ha ottenuto considerevole successo commerciale a partire dal 2003 con il suo terzo album Maudit bordel, certificato disco di platino dalla Music Canada con oltre 100.000 copie vendute a livello nazionale e candidato per il premio al miglior album francofono ai Juno Awards 2004.
Il suo disco successivo, Non négociable, è uscito nel 2005 e ha anch'esso ottenuto un disco di platino, oltre a regalare alla cantante il suo miglior piazzamento nella classifica canadese, dove ha debuttato al 2º posto. L'album ha vinto un premio Félix, il principale riconoscimento musicale del Canada francofono, per l'album rock dell'anno.
Nel 2008 è tornata con l'album À distance, che ha raggiunto la 5ª posizione nella classifica nazionale, e l'anno successivo è uscito il primo album natalizio della cantante, Noël c'est l'amour, certificato disco d'oro con oltre 40.000 copie vendute in Canada.

## Discografia

### Album in studio
- 1997 – Après tout
- 2000 – Marie-Chantal Toupin
- 2003 – Maudit bordel
- 2005 – Non négociable
- 2008 – À distance
- 2009 – Noël c'est l'amour
- 2010 – Premier baisier
- 2018 – Sur la route du country

### Album live
- 2006 – Non négociable: la tournée

### Raccolte
- 2012 – À ma manière
- 2016 – Merci... mes grands succès

### Singoli
- 1997 – Avions de papier
- 1998 – Hip hip hurray
- 1998 – Droit dans les yeux
- 2000 – J'veux que tu saches
- 2000 – Comment j'pourrais te l'dire
- 2003 – Maudit bordel
- 2003 – Soirée de filles
- 2005 – Naître
- 2005 – Et toi
- 2008 – Une fois pour toutes
- 2008 – Pas facile
- 2008 – La guerre est finie
- 2009 – Tout ce qu'on veut pour Noël
- 2010 – Premier baisier
- 2011 – Oublier
- 2015 – Rien n'est impossible
- 2016 – Merci
- 2016 – Derrière soi
- 2020 – Je continuerai